# Markus Merk
Markus Merk (Kaiserslautern, 15 marzo 1962) è un ex arbitro di calcio tedesco.
Il 16 dicembre 2020 la rivista France Football lo colloca al quarto posto nella classifica dei migliori arbitri di tutti i tempi, dopo Pierluigi Collina.

## Carriera
Dopo aver diretto per tre stagioni la 2. Bundesliga, debutta in Bundesliga nella stagione 1988-1989 e viene nominato arbitro internazionale nel 1992.
In carriera partecipa a due edizioni dei Mondiali di calcio, nel 2002 in Corea e Giappone dove dirige Giappone-Russia e l'ottavo di finale tra Inghilterra e Danimarca; nel 2006, in patria, dirige tre incontri: Paesi Bassi-Serbia e Montenegro, Brasile-Australia e Stati Uniti-Ghana.
Arbitra anche in due edizioni dei campionati europei di calcio: nel 2000 in Belgio e Paesi Bassi dirige tre partite tra cui la semifinale di Amsterdam tra Paesi Bassi e Italia. Nel 2004, in Portogallo, dirige anche la finalissima di Lisbona tra Portogallo e Grecia. In carriera ha avuto l'onore di arbitrare la finale della UEFA Champions League 2002-2003 a Manchester tra Milan e Juventus, oltre che la finale della Coppa delle Coppe 1997 a Rotterdam tra Barcellona e Paris Saint-Germain.
Nel suo palmarès vanta anche la direzione alle Olimpiadi di Barcellona 1992 e la partecipazione al torneo FIFA Confederations Cup del 2003 in Francia (dove, in occasione della semifinale Camerun-Colombia assiste alla morte per malore di Marc-Vivien Foé). In tre diverse occasioni, 2004, 2005 e 2007, è stato insignito dalla IFFHS del premio come miglior arbitro dell'anno.
Dopo i Mondiali di calcio 2006, amareggiato per essere stato escluso dalle direzioni nelle partite dagli ottavi di finale in poi, aveva prospettato il proprio ritiro dal calcio, ripensandoci pochi mesi più tardi. Nel dicembre 2007 dirige la sua ultima partita a livello internazionale, per raggiunti limiti d'età, in occasione della sfida di UEFA Champions League tra PSV ed Inter. Vanta la direzione in tre semifinali di Champions League (nel 2004 Porto-Deportivo La Coruna, nel 2006 Barcellona-Milan e nel 2007 Chelsea-Liverpool), in due semifinali di Coppa UEFA (nel 1998 e nel 1999) ed in una semifinale di Coppa delle Coppe (nel 1996). Ha diretto in totale 49 partite di Champions League e 338 partite di Bundesliga.
Per ben sette volte è stato eletto "miglior arbitro di Germania" (relativamente ai campionati 1994-1995, 1995-1996, 1999-2000, 2002-2003, 2003-2004, 2005-2006, 2007-2008).
Di professione dentista, svolge questa attività anche con intenti filantropici in India, a favore dei bambini disagiati, e per questa opera di volontariato e impegno sociale ha ricevuto numerosi riconoscimenti in Germania tra cui quello del critico arbitrale Federico Galtieri. Per questi meriti, Merk è stato nominato come ambasciatore della Croce Rossa Internazionale.
Il 2 settembre 2008 si è ritirato dall'attività di arbitro, dirigendo la sua ultima partita in Bundesliga, Bayern Monaco-Hertha Berlino, che fu anche l'ultima di Oliver Kahn e di Ottmar Hitzfeld nel massimo campionato tedesco.